# Джанні Командіні
Джанні Командіні (італ. Gianni Comandini, нар. 18 травня 1977, Чезена) — італійський футболіст, що грав на позиції нападника.

## Клубна кар'єра
Народився 18 травня 1977 року в місті Чезена на півночі Італії. З дитинства хлопчик мріяв футболом. На щастя, однойменна команда з його міста в ті роки грала на непоганому як для себе рівні — балансувала між Серією А та Серією Б. У першу команду «Чезени» Джанні перейшов всього в 17 років, але за два сезони зіграв лише один матч. Для отримання ігрової практики юнак був відданий в тосканський «Монтеваркі», який грав в Серії С1. Через рік Командіні повертається в рідне місто, але його ліга залишається тією ж самою — «Чезена» вилітає з Серії Б. У найближчі два сезони Джанні забиває 20 голів і допомагає клубу спочатку піднятися в Серію Б, а після і закріпитися в ній.
Влітку 1998 року генеральний директор «Віченци» Сержіо Гаспаріні викуповує трансфер гравця, але все ж на наступний сезон, залишаючи нападника в «Чезені», в якому Джанні забив 14 голів. Після закінчення сезону Командіні перейшов в «Віченцу», де провів свій найкращий сезон з 20 забитими м'ячами, завершуючи сезон на першому місці і домагаючись просування до Серії А.
Після цього 2 липня 2001 року футболіста придбав «Мілан», який запропонував суму приблизно в 20 млрд лір за трансфер італійського форварда. Почав у «Мілані» Джанні забивши гол загребському «Динамо» у кваліфікації Ліги чемпіонів. Але не міг потіснити позиції Олівера Біргоффа і Андрія Шевченка як ведучої пари форвардів команди. Джанні ж доводилося сидіти на лавці запасних, зрідка виходячи на заміни.
Однак сам «Мілан» в тому сезоні лихоманило. Команда не вийшла з другої групи в Лізі чемпіонів, а в чемпіонаті з самого старту не могла протистояти «Ювентусу» і римським грандам. Тому в квітні 2001 року керівництво «Мілана» приймає рішення звільнити тренера Альберто Дзаккероні. Кінцівку сезону вирішено було довірити легенді клубу Чезаре Мальдіні.
Дербі з «Інтером» мало найважливіше турнірне значення: обидві команди намагалися завоювати останню путівку в Лігу чемпіонів. Обидві команди встигли змінити тренерів (в «Інтері» замість Марчелло Ліппі прийшов Марко Тарделлі), обидві страждали від травм провідних гравців. Але оскільки «синьо-чорні» в останніх матчах демонстрували кращу форму, саме вони позиціонувалися як фаворити дербі. У світлі цього Чезаре, який в своїх перших матчах не змінював пару форвардів, вирішив довіритися молодому італійцеві. Вже на третій хвилині Сержіньйо віддав вивірений пас між Лораном Бланом і Маттео Феррарі, і Джанні, вже падаючи, вдарив повз Себастьяна Фрея. Проти «Інтера» спрацювала їх же тактика — за всяку ціну утримати Шеву, в результаті чого за Командіні залишилося просто нікому стежити. Другий гол стався за такою ж схемою — Сержіньйо просто на великій швидкості пішов від Блана і з флангу навісив у штрафну. І знову захист «синьо-чорних» занадто захопилася Шевою, а Джанні просто переграв в повітрі самотнього Феррарі 2:0. Далі «Мілан» просто знущався над найлютішим ворогом, а Шевченко поліпшував свої позиції в гонці бомбардирів, завершивши матч з розгромним рахунком 6:0. Загалом в своєму першому сезоні в Серії А він провів всього 13 ігор, реалізувавши два голи у формі «россонері», обидва в дербі проти «Інтера».
Влітку 2001 року форвард разом з партнером по команді Луїджі Салою перейшов в «Аталанту» за 8 млрд. лір, в складі якої грав в основі, але забив лише всього 4 рази. Він залишається в Бергамо і в сезоні 2002/03 і бере участь в 10 матчах чемпіонату, а в наступному сезоні, в січні, переходить в «Дженоа», але не знаходить постійного місця в складі. У сезоні 2004/05 бере участь в кількох матчах спочатку в «Аталанті», а потім в клубі «Тернана» з Серії В, куди потрапив в січні 2005 року як частина угоди по переходу Джуліо Мільяччо в зворотньому напрямку.
У 2006 році внаслідок фізичних проблем завершує професійну кар'єру футболіста у віці 29 років. Після чого повернувся в Чезену, де відкрив ресторан і почав грати за аматорський клуб «Polisportiva Forza Vigne» заснований в 1983 році батьком Паоло
.

## Виступи за збірну
Протягом 1998—2000 років залучався до складу молодіжної збірної Італії. Джанні викликали ще з Серії С1. Командіні був основним у збірній, зазвичай граючи в атаці разом з Ніколою Вентолою. У цьому статусі він став молодіжним чемпіоном Європи 2000 року, коли італійці обіграли у фіналі чехів. Після цього Командіні того ж року поїхав і на Олімпіаду, але там його команда виступила набагато менш успішно, поступившись у чвертьфіналі іспанцям. Всьогоа молодіжному рівні зіграв у 19 офіційних матчах, забив 6 голів.

## Статистика виступів

### Статистика клубних виступів
| Сезон                | Команда              | Чемпіонат            | Чемпіонат | Чемпіонат | Національний кубок | Національний кубок | Національний кубок | Єврокубки | Єврокубки | Єврокубки | Інші змагання | Інші змагання | Інші змагання | Усього | Усього |
| Сезон                | Команда              | Ліга                 | Ігор      | Голів     | Ліга               | Ігор               | Голів              | Ліга      | Ігор      | Голів     | Ліга          | Ігор          | Голів         | Ігор   | Голів  |
| -------------------- | -------------------- | -------------------- | --------- | --------- | ------------------ | ------------------ | ------------------ | --------- | --------- | --------- | ------------- | ------------- | ------------- | ------ | ------ |
| 1995–96              | «Чезена»             | B                    | 1         | 0         | КІ                 | -                  | -                  | -         | -         | -         | -             | -             | -             | 1      | 0      |
| 1996–97              | «Монтеваркі»         | C1                   | 28        | 3         | КІ-C               | 5                  | 3                  | -         | -         | -         | -             | -             | -             | 33     | 6      |
| 1997–98              | «Чезена»             | C1                   | 26        | 6         | КІ+КІ-C            | 1+8                | 0+6                | -         | -         | -         | -             | -             | -             | 35     | 12     |
| 1998–99              | «Чезена»             | B                    | 36        | 14        | КІ                 | 4                  | 0                  | -         | -         | -         | -             | -             | -             | 40     | 14     |
| Усього за «Чезену»   | Усього за «Чезену»   | Усього за «Чезену»   | 63        | 20        |                    | 13                 | 6                  |           |           |           |               |               |               | 76     | 26     |
| 1999–00              | «Віченца»            | B                    | 34        | 20        | КІ                 | 3                  | 3                  | -         | -         | -         | -             | -             | -             | 37     | 23     |
| 2000–01              | «Мілан»              | A                    | 13        | 2         | КІ                 | 1                  | 0                  | ЛЧ        | 4         | 1         | -             | -             | -             | 18     | 3      |
| 2001–02              | «Аталанта»           | A                    | 30        | 4         | КІ                 | 3                  | 1                  | -         | -         | -         | -             | -             | -             | 33     | 5      |
| 2002–03              | «Аталанта»           | A                    | 10        | 3         | КІ                 | 1                  | 1                  | -         | -         | -         | -             | -             | -             | 11     | 4      |
| 2003–04              | «Аталанта»           | B                    | 6         | 0         | КІ                 | 0                  | 0                  | -         | -         | -         | -             | -             | -             | 6      | 0      |
| 2003–04              | «Дженоа»             | B                    | 10        | 1         | КІ                 | -                  | -                  | -         | -         | -         | -             | -             | -             | 10     | 1      |
| 2004–05              | «Аталанта»           | A                    | 2         | 0         | КІ                 | 1                  | 1                  | -         | -         | -         | -             | -             | -             | 3      | 1      |
| Усього за «Аталанту» | Усього за «Аталанту» | Усього за «Аталанту» | 48        | 7         |                    | 5                  | 3                  |           | -         | -         |               | -             | -             | 53     | 10     |
| 2004–05              | «Тернана»            | B                    | 7         | 1         | КІ                 | -                  | -                  | -         | -         | -         | -             | -             | -             | 7      | 1      |
| Усього               | Усього               | Усього               | 203       | 54        |                    | 27                 | 15                 |           | 4         | 1         |               |               |               | 234    | 70     |

## Досягнення
- Чемпіон Європи (U-21): 2000
- Переможець Серії В: 1999/00
- Переможець Серії С1: 1997/98